# 沙子乡 (融安县)
沙子乡，是中华人民共和国广西壮族自治区柳州市融安县下辖的一个乡镇级行政单位。

## 行政区划
沙子乡下辖以下地区：
三睦村、红妙村、沙子村、桐木村、古益村和麻山村。